# Een nieuw sociaal contract
Een nieuw sociaal contract is een boek, geschreven door politicus Pieter Omtzigt met medewerking van filosofe Welmoed Vlieger, uitgebracht in februari 2021 bij uitgeverij Prometheus. De titel is een verwijzing naar het concept van een sociaal contract in de politieke filosofie uit de 17e eeuw.
Toen Omtzigt het manuscript schreef was hij nummer 2 op de kandidatenlijst van het CDA voor de Tweede Kamerverkiezingen 2021. Door de weerstand binnen de CDA tegen hem, onder meer door zijn inzet voor het op tafel krijgen van het zogenaamde toeslagenschandaal, en het ter verantwoording roepen van verantwoordelijke bestuurders, zegde Omtzigt zijn lidmaatschap later dat jaar op.
In het boek beschrijft Omtzigt zijn politieke visie. Het boek diende als basis voor de politieke partij Nieuw Sociaal Contract, die Omtzigt met enkele anderen oprichtte kort voor de Tweede Kamerverkiezingen 2023.

## Inhoud
Het eerste hoofdstuk is een persoonlijk vraaggesprek van Vlieger met Omtzigt waarin een karakterschets en biografie wordt gegeven, als privé-persoon en politicus. Daarna volgen hoofdstukken waarin Omtzigt uiteenzet waar zijn kritiek op het functioneren van de democratische rechtstaat op gebaseerd is. Hij beschrijft de totstandkoming van de Europese Unie, het gebruik van modellen bij besluitvorming (Omtzigt is econometrist) en gaat uitgebreid in op de kindertoeslagaffaire. Hij betoogt dat het patroon en de mechanismen die daar zijn ontrafeld, ook bij andere problemen en vraagstukken spelen, zoals bij de Groningse aardbevingen. Vervolgens pleit Omtzigt voor een nieuw sociaal contract om de balans tussen macht en tegenmacht binnen de politiek en het staatsbestel in een beter evenwicht te brengen. Daarvoor doet Omtzigt in het boek tien voorstellen, waaronder:
1. Constitutioneel hof met de bevoegdheid om wetten aan de Grondwet te toetsen (constitutionele toetsing), zodat dit niet langer bij de wetgever ligt
2. Regionaal kiesstelsel
3. Betere rechtsbescherming
4. Meer denktanks in plaats van planbureaus

Omtzigt rondt af met een pleidooi voor meer transparantie en een betere informatiehuishouding. Bekend zijn de documenten die worden vrijgegeven naar aanleiding van WOB-verzoeken, waar grote delen tekst zijn gezwart. Besprekingen waar belangrijke besluiten worden genomen worden niet goed genotuleerd – of de notulen worden niet goed bewaard. Volgens Omtzigt moet de overheid dit beter op orde krijgen zodat er daadwerkelijk gecontroleerd kan worden.

## Verkoop
Van het boek werden binnen twee weken na publicatie 18.000 exemplaren verkocht. Het boek stond vervolgens twintig weken in de De Bestseller 60, met twee als hoogste positie. De verkoop leverde Omtzigt in 2021 bijna 150.000 euro op. Het netto bedrag dat overbleef aan de verdiensten, die Omtzigt had opgegeven bij de Tweede Kamer, wilde Omtzigt - na korting op salaris en heffing inkomstenbelasting - doneren aan de Voedselbank en Kledingbank in zijn thuisstad Enschede.
In 2023 kwam het boek wederom in De Bestseller 60, ditmaal op de eerste positie, nadat Omtzigt met enkele anderen de nieuwe politieke partij Nieuw Sociaal Contract had opgericht.

## Bestseller 60
| Boeken met noteringen in de Nederlandse Bestseller 60 | Jaar van verschijnen | Datum van binnenkomst | Hoogste positie | Aantal weken | Opmerkingen |
| ----------------------------------------------------- | -------------------- | --------------------- | --------------- | ------------ | ----------- |
| Een nieuw sociaal contract                            | 2021                 | 03-03-2021            | 1(1wk)          | 30           |             |